# Хон-Кугэнума
Станция Хон-Кугэнума (яп. 本鵠沼駅 хон кугэнума эки) — железнодорожная станция на линии Эносима, расположенная в городе Фудзисава префектуры Канагава. Станция расположена в 56,9 километра от конечной станции линий Одакю — Синдзюку. Станция была открыта 1-го апреля 1929 года. В 1998 году платформы станции были удлиненны для того чтобы иметь возможности принимать составы из 10-ти вагонов.

## Планировка станции
2 пути и две боковые платформы. Платформы соединены надземным переходом.
| 1 | ■ Линия Эносима | Катасэ-Эносима       |
| 2 | ■ Линия Эносима | Сагами-Оно, Синдзюку |

## Близлежащие станции
| «             |               | Линия            |               | »               |
| Линия Эносима | Линия Эносима | Линия Эносима    | Линия Эносима | Линия Эносима   |
| ------------- | ------------- | ---------------- | ------------- | --------------- |
| Фудзисава     |               | Express (急行)   |               | Кугэнума-Кайган |
| Фудзисава     |               | Local (各駅停車) |               | Кугэнума-Кайган |